# Agnes Auffinger
Agnes Auffinger, auch Agnes Auffinger-Fischer, (* 13. Juli 1934 in München; † Januar 2014) war eine surrealistische deutsche Malerin und Bildhauerin.

## Leben
Agnes Auffinger wurde in München geboren und ist dort aufgewachsen. Sie heiratete Anton Auffinger, Meisterschüler Professor Kirchners, und zog mit ihm für 20 Jahre nach Gunzesried. Agnes Auffinger studierte an der Akademie der Bildenden Künste München Bildhauerei und Malerei bei den Professoren Elmar Dietz, Georg Brenninger und Heinrich Kirchner. Ihre Keramikergesellenprüfung legte sie bei dem späteren Professor Franz Eska ab. Ab 1975 lebte sie in Dossenheim bei Heidelberg.

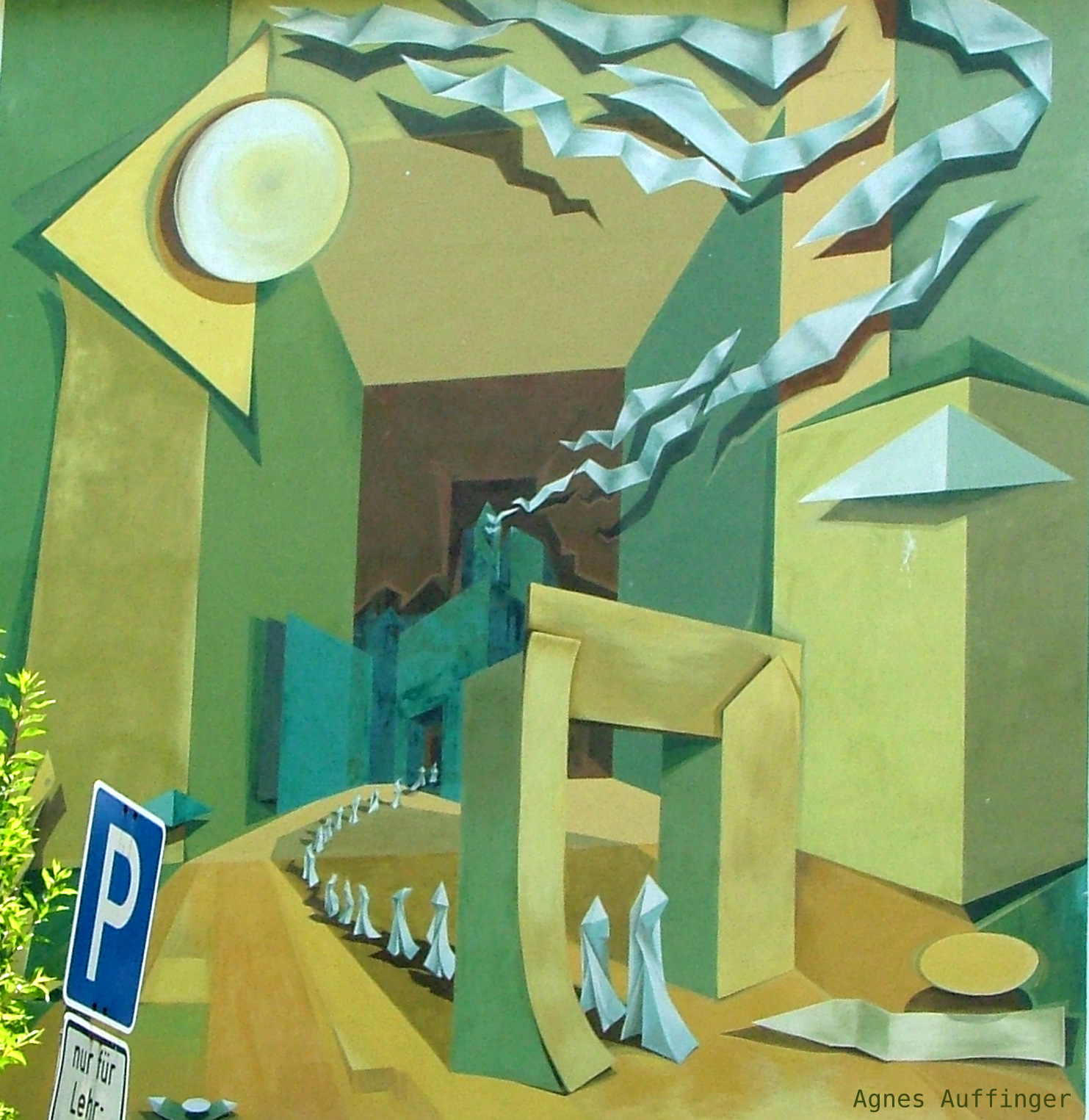
Agnes Auffinger

Agnes Auffingers Stil der Malerei ist plastisch-surrealistischer Art. Als Bildhauerin verwendete sie Ton, Bronze, Holz und Stein, gerne auch Speckstein, und für einige Jahre auch Draht. Zuletzt arbeitet sie fast ausschließlich als Malerin mit Öl, ab 1999 machte sie auch Computerbilder.

## Familie
Ihr Sohn Magnus Auffinger (* 1960) ist ein freischaffender deutscher Bildhauer und Maler. Auffinger lebt und arbeitet in Gunzesried. Er beteiligt sich an der jährlich stattfindenden Ausstellung Die Südliche (2005, 2006, 2008, 2010/2012). Bei dieser Kunstausstellung erhielt er 2009 den Johann-Georg-Grimm-Preis.

## Ausstellungen
Ausstellungen von Agnes Auffinger fanden sich in München, Trier, Berlin, Aachen, Krefeld, Essen, Heidelberg, Speyer und Kempten.

## Öffentliche Werke
- Wandfresken an der Schule in Blaichach im Allgäu
- Wandfresken an der Schule in Fischen im Allgäu
- 14 Kreuzwegstationen für eine Kapelle bei Seifriedsberg
- Reliefengel am Hochaltar und Mosaikboden der Kirche von Schwandorf

## Auszeichnungen
- Erster Preis der Bayerischen Keramikerinnung
- Kunstpreis Schwaben (1969)
- Bürgerpreis der Allgäuer Festwoche (1970)[2]